# (14312) Политех
(14312) Политех (лат. Polytech) — типичный астероид главного пояса, открыт 26 октября 1976 года советским астрономом Тамарой Смирновой в Крымской астрофизической обсерватории и 27 апреля 2002 года назван в честь Санкт-Петербургского государственного политехнического университета.

## Обнаружение и именование
(14312) Политех
Открыт 26 октября 1976 года в Крымской астрофизической обсерватории Т. М. Смирновой.
Санкт-Петербургский государственный технический университет (бывший политехнический институт), основанный в 1899 году, является одним из крупнейших университетов, закладывающих основы высшего политехнического образования в России.
Оригинальный текст (англ.)14312 Polytech
Discovered 1976 Oct. 26 by T. M. Smirnova at the Crimean Astrophysical Observatory.
Saint Petersburg State Technical University (former Polytechnical Institute), founded in 1899, is one of the largest universities laying the foundation of higher polytechnic education in Russia.
Источники: 20020427/MPCPages.arc; M.P.C. 45338.

## Орбита

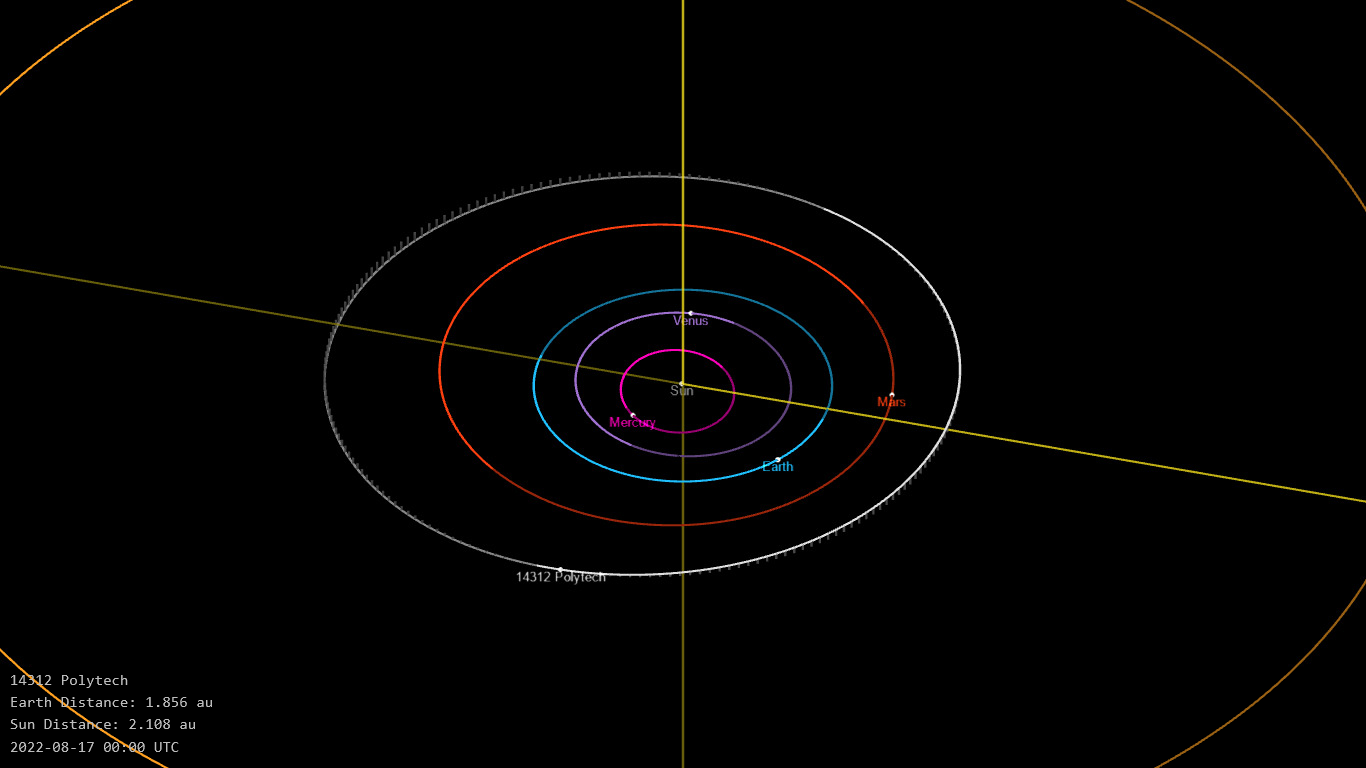
Орбита астероида Политех и его положение в Солнечной системе

## Физические характеристики
Астероид относится к таксономическому классу S.
По результатам наблюдений в видимом и ближнем инфракрасном диапазоне космического телескопа NEOWISE диаметр астероида оценивался равным 2,758±0,119 км. Согласно тем же источникам альбедо оценивается как 0,3681±0,0699 и 0,368±0,070.